# 바버라 로든
바버라 로든(Barbara Loden, 1932년 또는 1934년 7월 8일 ~ 1980년 9월 5일)은 미국의 배우, 영화 감독, 연극 감독이다. 1970년 영화 《완다》(Wanda)를 통해 영화감독 데뷔를 했으며, 이 작품을 통해 1970 베네치아 국제 영화제 국제 평론가상을 받는 등 주목을 받았다.